# Hormonotus modestus
Hormonotus modestus is een slang uit de familie Lamprophiidae.

## Naam en indeling
De wetenschappelijke naam van de soort werd voor het eerst voorgesteld door André Marie Constant Duméril en Gabriel Bibron in 1854. Oorspronkelijk werd de wetenschappelijke naam Lamprophis modestus gebruikt. Het is de enige soort uit het monotypische geslacht Hormonotus. De slang behoorde eerder tot de geslachten Lamprophis, Dipsas en Boodon.

## Verspreidingsgebied
Hormonotus modestus komt voor in delen van Afrika, in het westen van het continent. De soort komt voor in de landen Angola, Congo-Kinshasa, Congo-Brazzaville, Oeganda, Gabon, Equatoriaal-Guinea, Centraal-Afrikaanse Republiek, Kameroen, Nigeria, Benin, Togo, Ghana, Ivoorkust, Guinee, Sierra Leone en Liberia.